# 광진구청장
광진구청장은 서울특별시 광진구의 구청장이다.
| 구분 | 성명           | 재임기간                        | 비고           |
| ---- | -------------- | ------------------------------- | -------------- |
| 1    | 김두기(金斗基) | 1995년 3월 1일~1995년 4월 17일  | 관선           |
| 2    | 이원달(李元達) | 1995년 4월 18일~1995년 6월 30일 | 관선           |
| 3    | 정영섭(鄭永燮) | 1995년 7월 1일~1998년 6월 30일  | 민선 1기       |
| 4    | 정영섭(鄭永燮) | 1998년 7월 1일~2002년 6월 30일  | 민선 2기, 재선 |
| 5    | 정영섭(鄭永燮) | 2002년 7월 1일~2006년 6월 30일  | 민선 3기, 3선  |
| 6    | 정송학(鄭松鶴) | 2006년 7월 1일~2010년 6월 30일  | 민선 4기       |
| 7    | 김기동(金基同) | 2010년 7월 1일~2014년 6월 30일  | 민선 5기       |
| 8    | 김기동(金基同) | 2014년 7월 1일~2018년 6월 30일  | 민선 6기, 재선 |
| 9    | 김선갑(金善甲) | 2018년 7월 1일~2022년 6월 30일  | 민선 7기       |
| 10   | 김경호(金炅鎬) | 2022년 7월 1일~                 | 민선 8기       |

## 같이 보기
- 광진구청장 선거